# Ecliptopera deflavata
Ecliptopera deflavata är en fjärilsart som beskrevs av Otto Staudinger 1871. Ecliptopera deflavata ingår i släktet Ecliptopera och familjen mätare. Inga underarter finns listade i Catalogue of Life.